# Slave to the Music (dal)
A Slave to the Music című dal Twenty 4 Seven holland eurodance csapat első kimásolt kislemeze 2. stúdióalbumukról, mely 1993. augusztus 13-án jelent meg, majd 1994-ben az Egyesült Államokban is kiadták. A dal Európa szerte slágerlistás helyezést ért el, Dániában, Finnországban, Németországban, Norvégiában, Svédországban, és Hollandiában, ahol Top10-es helyezett volt. Az Eurochart Hot 100-as listán a 20. helyezést sikerült megszereznie. Európán kívül Ausztráliában, Zimbabwében a 2. Izraelben pedig a 17. helyezést érte el.

## Videoklip
A dalhoz tartozó videoklip 1993 szeptemberében jelent meg, melyet a Garcia Media Production jelentett meg. A videót Fernando Garcia és Steve Walker készítette. A videóban látható egy ugráló varangyos béka, és egy Dion nevű táncos fiú is. A klipben látható még Stay-C és Nance is éneklés közben. A zenei videóban különböző színű hátterek váltakoznak. A készítés során zöld hátteret használtak.

## Számlista
| Európa 1. "Slave To The Music" (Ultimate Dance Single Mix) — 4:01 2. "Slave To The Music" (Ferry & Garnefski Club Mix) — 5:02 US CD-Maxi - ZYX Music (Including U.S. Remixes) 1. "Slave To The Music" (DJ EFX's Funky Tribalist Mix) — 6:20 2. "Slave To The Music" (DJ EFX's Bonus A La Pump) — 3:08 3. "Slave To The Music" (Tyler's Radio Mix) — 4:03 4. "Slave To The Music" (Tyler's Club Mix) — 6:19 5. "Slave To The Music" (Ferry & Garnefski Club Mix) — 5:02 6. "Slave To The Music" (Razormaid Mix) — 6:04 US CD-Maxi - ZYX Music (Including Mass Attack Radio Edit) 1. "Slave To The Music" (Mass Attack Radio Edit) — 4:32 2. "Slave To The Music" (Ultimate Dance Single Mix) — 4:01 3. "Slave To The Music" (Tyler's Radio Edit) — 4:03 4. "Slave To The Music" (Digital Mix) — 6:04 Németország CD-Maxi - ZYX Music (Including New Remix) 1. "Slave To The Music" (Ultimate Dance Single Mix) — 4:01 2. "Slave To The Music" (Ferry & Garnefski Club Mix) — 5:02 3. "Slave To The Music" (Ultimate Dance Extended Mix) — 6:08 4. "Slave To The Music" (Ferry & Garnefski Acid Mix) — 5:09 5. "Slave To The Music" (Re-Mix) — 5:57 | Ausztrália & Új-Zéland CD single - Possum 1. "Slave To The Music" (Ultimate Dance Single Mix) — 4:01 2. "Slave To The Music" (Ferry & Garnefski Club Mix) — 5:02 3. "Slave To The Music" (Ultimate Dance Extended Mix) — 6:08 4. "Slave To The Music" (Ferry & Garnefski Acid Mix) — 5:09 Görögország 1. "Slave To The Music" (Ultimate Dance Single Mix) — 4:01 2. "Slave To The Music" (Ferry & Garnefski Club Mix) — 5:02 Hollandia - Indisc 1. "Slave To The Music" (Ultimate Dance Extended Mix) — 6:08 2. "Slave To The Music" (Extended Instrumental Mix) — 5:10 3. "Slave To The Music" (Ultimate Dance Single Mix) — 4:01 4. "Slave To The Music" (Ferry & Garnefski Club Mix) — 5:02 5. "Slave To The Music" (Ferry & Garnefski Acid Mix) — 5:09 |

## Slágerlista
| Slágerlista (1993–1994)              | Legjobb helyezések |
| ------------------------------------ | ------------------ |
| Ausztrália (ARIA)                    | 2                  |
| Belgium (Ultratop 50 Flanders)       | 23                 |
| Dánia (Tracklisten)                  | 7                  |
| Európa (Eurochart Hot 100)           | 20                 |
| Európa (European Hot 100 Singles)    | 50                 |
| Finnország (Suomen virallinen lista) | 7                  |
| Németország (Official German Charts) | 8                  |
| Izrael (Israel Top-30)               | 17                 |
| Hollandia (Dutch Top 40)             | 5                  |
| Hollandia (Single Top 100)           | 6                  |
| Norvégia (VG-lista)                  | 5                  |
| Svédország (Sverigetopplistan)       | 4                  |
| Svájc (Schweizer Hitparade)          | 14                 |
| Zimbabwe (ZIMA)                      | 2                  |

| Slágerlista (1993/1994)              | Helyezések |
| ------------------------------------ | ---------- |
| Ausztrália (ARIA)                    | 12         |
| Belgium (Ultratop 50 Flanders)       | 40         |
| Európa (European Hot 100 Singles)    | 88         |
| Németország (Official German Charts) | 65         |
| Hollandia (Dutch Top 40)             | 21         |
| Hollandia (Dutch Top 40)             | 47         |
| Hollandia (Single Top 100)           | 32         |
| Norvégia (VG-lista)                  | 10         |
| Svájc (Schweizer Hitparade)          | 49         |
| Svédország (Sverigetopplistan)       | 37         |

| Ország               | Díj     | Dátum             | Eladások |
| -------------------- | ------- | ----------------- | -------- |
| Ausztrália (ARIA)    | Platina | 1994. március 24. | 70,000   |
| Németország (BVMI)   | Arany   | 1994. április 18. | 250,000  |
| Lengyelország (ZPAV) | Arany   | 1993              | 15,000   |